# Goulaleu
Goulaleu est une localité de l'ouest de la Côte d'Ivoire, et appartenant au département de Zouan-Hounien, Région des Dix-Huit Montagnes. La localité de Goulaleu est un chef-lieu de sous préfecture et de commune.